# 中华人民共和国国家级自然保护区列表
中国自然保护区分为国家级自然保护区和地方各级自然保护区，指的是中華人民共和國境內的自然保护区，国家级自然保护区由国务院批准建立。
中国现有474处国家级自然保护区。各级自然保护地总数超过12,000个。

## 批建时间
以下是国务院批复（或因有相关批示而可被视为）同意建立国家级自然保护区的日期：
- 1956年6月30日：鼎湖山计一处；
- 1975年3月20日：卧龙、蜂桶寨计2处；
- 1978年3月1日：花坪计一处；
- 1978年12月15日：九寨沟、马边大风顶、美姑大风顶、佛坪、白水江今作5处计；
- 1979年7月3日：武夷山计一处；
- 1980年1月17日：山旺古生物化石计一处；
- 1980年3月16日：南滚河计一处；
- 1980年8月6日：蛇岛、老铁山计一处；
- 1980年9月11日：㟖岗计一处；
- 1984年10月18日：蓟县中、上元古界地层剖面计一处；
- 1985年3月5日：阿尔金山计一处；
- 1986年7月9日：长白山等20处；
- 1987年4月18日：扎龙计一处；
- 1988年5月9日：雾灵山等25处；
- 1990年9月30日：昌黎黄金海岸等5处；
- 1992年10月27日：古海岸与湿地等16处；
- 1994年4月5日：牡丹峰等13处；
- 1995年11月6日：八仙山等3处；
- 1995年12月22日：长青计一处；
- 1996年11月29日：大兴安岭汗马等7处；
- 1997年12月8日：芦芽山等18处；
- 1998年8月18日：围场红松洼等12处；
- 2000年4月4日：白音敖包等18处；
- 2001年6月16日：大黑山等16处；
- 2002年7月2日：泥河湾等17处；
- 2003年1月24日：额济纳胡杨林等9处；
- 2003年6月6日：衡水湖等29处；
- 2005年7月23日：柳江盆地地质遗迹等17处；
- 2006年2月11日：五鹿山等22处；
- 2007年4月6日：塞罕坝等19处；
- 2008年1月14日：百花山等19处；
- 2009年9月18日：松花江三湖等16处；
- 2011年4月16日：驼梁等16处；
- 2012年1月21日：青崖寨等28处；
- 2013年6月4日：大黑山等21处；
- 2013年12月25日：灵空山等23处；
- 2014年12月5日：毕拉河等21处；
- 2016年5月2日：楼子山等18处；
- 2017年7月4日：盘中等17处；
- 2018年2月8日：五花顶等6处；
- 2018年5月31日：太宽河等5处。

注：蜂桶寨、马边大风顶、九寨沟、美姑大风顶于1994年7月28日确认为国家级；南滚河于1995年2月21日确认为国家级；鼎湖山于1998年8月27日确认为国家级；山旺古生物化石于1999年10月18日确认为国家级。

## 华北地区
- 北京市
  - 松山国家级自然保护区
  - 百花山国家级自然保护区

- 天津市
  - 蓟县中、上元古界地层剖面国家级自然保护区
  - 古海岸与湿地国家级自然保护区
  - 八仙山国家级自然保护区

- 河北省
  - 雾灵山国家级自然保护区
  - 昌黎黄金海岸国家级自然保护区
  - 围场红松洼国家级自然保护区
  - 泥河湾国家级自然保护区
  - 小五台山国家级自然保护区
  - 衡水湖国家级自然保护区
  - 大海坨国家级自然保护区
  - 柳江盆地地质遗迹国家级自然保护区
  - 塞罕坝国家级自然保护区
  - 滦河上游国家级自然保护区
  - 茅荆坝国家级自然保护区
  - 驼梁国家级自然保护区
  - 青崖寨国家级自然保护区

- 山西省
  - 庞泉沟国家级自然保护区
  - 历山国家级自然保护区
  - 芦芽山国家级自然保护区
  - 阳城莽河猕猴国家级自然保护区
  - 五鹿山国家级自然保护区
  - 黑茶山国家级自然保护区
  - 灵空山国家级自然保护区
  - 太宽河国家级自然保护区

- 内蒙古自治區
  - 大青沟国家级自然保护区
  - 内蒙古贺兰山国家级自然保护区
  - 呼伦湖国家级自然保护区
  - 科尔沁国家级自然保护区
  - 大兴安岭汗马国家级自然保护区
  - 锡林郭勒草原国家级自然保护区
  - 达里诺尔国家级自然保护区
  - 西鄂尔多斯国家级自然保护区
  - 白音熬包国家级自然保护区
  - 赛罕乌拉国家级自然保护区
  - 大黑山国家级自然保护区
  - 乌拉特梭梭林－蒙古野驴国家级自然保护区
  - 鄂尔多斯遗鸥国家级自然保护区
  - 辉河国家级自然保护区
  - 图牧吉国家级自然保护区
  - 额济纳胡杨林国家级自然保护区
  - 红花尔基樟子松林国家级自然保护区
  - 黑里河国家级自然保护区
  - 阿鲁科尔沁国家级自然保护区
  - 哈腾套海国家级自然保护区
  - 额尔古纳国家级自然保护区
  - 鄂托克恐龙遗迹化石国家级自然保护区
  - 大青山国家级自然保护区
  - 高格斯台罕乌拉国家级自然保护区
  - 古日格斯台国家级自然保护区
  - 罕山国家级自然保护区
  - 青山国家级自然保护区
  - 毕拉河国家级自然保护区
  - 乌兰坝国家级自然保护区

## 东北地区
- 辽宁省
  - 蛇岛、老铁山国家级自然保护区
  - 医巫闾山国家级自然保护区
  - 白石砬子国家级自然保护区
  - 辽河口国家级自然保护区
  - 仙人洞国家级自然保护区
  - 大连斑海豹国家级自然保护区
  - 丹东鸭绿江口滨海湿地国家级自然保护区
  - 北票鸟化石国家级自然保护区
  - 桓仁老秃顶子国家级自然保护区
  - 成山头海滨地貌国家级自然保护区
  - 努鲁儿虎山国家级自然保护区
  - 海棠山国家级自然保护区
  - 白狼山国家级自然保护区
  - 章古台国家级自然保护区
  - 大黑山国家级自然保护区
  - 葫芦岛虹螺山国家级自然保护区
  - 青龙河国家级自然保护区
  - 楼子山国家级自然保护区
  - 五花顶国家级自然保护区

- 吉林省
  - 长白山国家级自然保护区
  - 向海国家级自然保护区
  - 伊通火山群国家级自然保护区
  - 莫莫格国家级自然保护区
  - 天佛指山国家级自然保护区
  - 鸭绿江上游国家级自然保护区
  - 龙湾国家级自然保护区
  - 大布苏国家级自然保护区
  - 珲春东北虎国家级自然保护区
  - 查干湖国家级自然保护区
  - 雁鸣湖国家级自然保护区
  - 松花江三湖国家级自然保护区
  - 哈泥国家级自然保护区
  - 波罗湖国家级自然保护区
  - 靖宇国家级自然保护区
  - 黄泥河国家级自然保护区
  - 汪清国家级自然保护区
  - 白山原麝国家级自然保护区
  - 四平山门中生代火山国家级自然保护区
  - 集安国家级自然保护区
  - 通化石湖国家级自然保护区
  - 园池湿地国家级自然保护区
  - 头道松花江上游国家级自然保护区
  - 甑峰岭国家级自然保护区

- 黑龙江省
  - 扎龙国家级自然保护区
  - 丰林国家级自然保护区
  - 呼中国家级自然保护区
  - 牡丹峰国家级自然保护区
  - 兴凯湖国家级自然保护区
  - 五大连池国家级自然保护区
  - 洪河国家级自然保护区
  - 凉水国家级自然保护区
  - 饶河东北黑蜂国家级自然保护区
  - 三江国家级自然保护区
  - 宝清七星河国家级自然保护区
  - 挠力河国家级自然保护区
  - 南瓮河国家级自然保护区
  - 八岔岛国家级自然保护区
  - 凤凰山国家级自然保护区
  - 乌伊岭国家级自然保护区
  - 胜山国家级自然保护区
  - 珍宝岛湿地国家级自然保护区
  - 红星湿地国家级自然保护区
  - 双河国家级自然保护区
  - 东方红国家级自然保护区
  - 大沾河湿地国家级自然保护区
  - 穆棱东北红豆杉国家级自然保护区
  - 新青白头鹤国家级自然保护区
  - 绰纳河国家级自然保护区
  - 多布库尔国家级自然保护区
  - 友好国家级自然保护区
  - 小北湖国家级自然保护区
  - 三环泡国家级自然保护区
  - 乌裕尔河国家级自然保护区
  - 中央站黑嘴松鸡国家级自然保护区
  - 茅兰沟国家级自然保护区
  - 明水国家级自然保护区
  - 太平沟国家级自然保护区
  - 老爷岭东北虎国家级自然保护区
  - 大峡谷国家级自然保护区
  - 北极村国家级自然保护区
  - 公别拉河国家级自然保护区
  - 碧水中华秋沙鸭国家级自然保护区
  - 翠北湿地国家级自然保护区
  - 盘中国家级自然保护区
  - 平顶山国家级自然保护区
  - 乌马河紫貂国家级自然保护区
  - 岭峰国家级自然保护区
  - 黑瞎子岛国家级自然保护区
  - 七星砬子东北虎国家级自然保护区
  - 仙洞山梅花鹿国家级自然保护区
  - 朗乡国家级自然保护区
  - 细鳞河国家级自然保护区

## 华东地区
- 上海市
  - 九段沙湿地国家级自然保护区
  - 崇明东滩鸟类国家级自然保护区

- 江苏省
  - 盐城沿海滩涂珍禽国家级自然保护区
  - 大丰麋鹿国家级自然保护区
  - 泗洪洪泽湖湿地国家级自然保护区

- 浙江省
  - 天目山国家级自然保护区
  - 南麂列岛海洋国家级自然保护区
  - 凤阳山－百山祖国家级自然保护区
  - 乌岩岭国家级自然保护区
  - 临安清凉峰国家级自然保护区
  - 古田山国家级自然保护区
  - 大盘山国家级自然保护区
  - 九龙山国家级自然保护区
  - 长兴地质遗迹国家级自然保护区
  - 象山韭山列岛国家级自然保护区
  - 安吉小鲵国家级自然保护区

- 安徽省

- - 扬子鳄国家级自然保护区
  - 古牛绛国家级自然保护区
  - 鹞落坪国家级自然保护区
  - 升金湖国家级自然保护区
  - 金寨天马国家级自然保护区
  - 铜陵淡水豚国家级自然保护区
  - 清凉峰国家级自然保护区
  - 古井园国家级自然保护区

- 福建省
  - 武夷山国家级自然保护区
  - 梅花山国家级自然保护区
  - 深沪湾海底古森林遗迹国家级自然保护区
  - 将乐龙栖山国家级自然保护区
  - 厦门珍稀海洋物种国家级自然保护区
  - 虎伯寮国家级自然保护区
  - 梁野山国家级自然保护区
  - 天宝岩国家级自然保护区
  - 漳江口红树林国家级自然保护区
  - 戴云山国家级自然保护区
  - 闽江源国家级自然保护区
  - 君子峰国家级自然保护区
  - 雄江黄楮林国家级自然保护区
  - 闽江河口湿地国家级自然保护区
  - 茫荡山国家级自然保护区
  - 汀江源国家级自然保护区
  - 峨嵋峰国家级自然保护区

- 江西省
  - 鄱阳湖候鸟国家级自然保护区
  - 井冈山国家级自然保护区
  - 桃红岭梅花鹿国家级自然保护区
  - 江西武夷山国家级自然保护区
  - 九连山国家级自然保护区
  - 官山国家级自然保护区
  - 鄱阳湖南矶湿地国家级自然保护区
  - 马头山国家级自然保护区
  - 九岭山国家级自然保护区
  - 齐云山国家级自然保护区
  - 阳际峰国家级自然保护区
  - 赣江源国家级自然保护区
  - 庐山国家级自然保护区
  - 铜钹山国家级自然保护区
  - 婺源森林鸟类国家级自然保护区
  - 南风面国家级自然保护区

- 山东省
  - 山旺古生物化石国家级自然保护区
  - 长岛国家级自然保护区
  - 黄河三角洲国家级自然保护区
  - 马山国家级自然保护区
  - 滨州贝壳堤岛与湿地国家级自然保护区
  - 荣成大天鹅国家级自然保护区
  - 昆嵛山国家级自然保护区

## 中南地区
- 河南省
  - 鸡公山国家级自然保护区
  - 宝天曼国家级自然保护区
  - 新乡黄河湿地鸟类国家级自然保护区
  - 伏牛山国家级自然保护区
  - 焦作太行山猕猴国家级自然保护区
  - 董寨国家级自然保护区
  - 南阳恐龙蛋化石群国家级自然保护区
  - 黄河湿地国家级自然保护区
  - 连康山国家级自然保护区
  - 小秦岭国家级自然保护区
  - 丹江湿地国家级自然保护区
  - 大别山国家级自然保护区
  - 高乐山国家级自然保护区

- 湖北省
  - 神农架国家级自然保护区
  - 长江新螺段白鱀豚国家级自然保护区
  - 长江天鹅洲白鱀豚国家级自然保护区
  - 石首麋鹿国家级自然保护区
  - 五峰后河国家级自然保护区
  - 青龙山恐龙蛋化石群国家级自然保护区
  - 星斗山国家级自然保护区
  - 九宫山国家级自然保护区
  - 七姊妹山国家级自然保护区
  - 龙感湖国家级自然保护区
  - 赛武当国家级自然保护区
  - 木林子国家级自然保护区
  - 咸丰忠建河大鲵国家级自然保护区
  - 堵河源国家级自然保护区
  - 十八里长峡国家级自然保护区
  - 洪湖国家级自然保护区
  - 南河国家级自然保护区
  - 大别山国家级自然保护区
  - 巴东金丝猴国家级自然保护区
  - 长阳崩尖子国家级自然保护区
  - 大老岭国家级自然保护区
  - 五道峡国家级自然保护区

- 湖南省
  - 八大公山国家级自然保护区
  - 东洞庭湖国家级自然保护区
  - 壶瓶山国家级自然保护区
  - 莽山国家级自然保护区
  - 张家界大鲵国家级自然保护区
  - 永州都庞岭国家级自然保护区
  - 小溪国家级自然保护区
  - 炎陵桃源洞国家级自然保护区
  - 黄桑国家级自然保护区
  - 乌云界国家级自然保护区
  - 鹰嘴界国家级自然保护区
  - 南岳衡山国家级自然保护区
  - 借母溪国家级自然保护区
  - 八面山国家级自然保护区
  - 阳明山国家级自然保护区
  - 六步溪国家级自然保护区
  - 舜皇山国家级自然保护区
  - 高望界国家级自然保护区
  - 东安舜皇山国家级自然保护区
  - 白云山国家级自然保护区
  - 西洞庭湖国家级自然保护区
  - 九嶷山国家级自然保护区
  - 金童山国家级自然保护区

- 广东省
  - 鼎湖山国家级自然保护区
  - 内伶仃岛－福田国家级自然保护区
  - 车八岭国家级自然保护区
  - 惠东港口海龟国家级自然保护区
  - 南岭国家级自然保护区
  - 丹霞山国家级自然保护区
  - 湛江红树林国家级自然保护区
  - 象头山国家级自然保护区
  - 珠江口中华白海豚国家级自然保护区
  - 徐闻珊瑚礁国家级自然保护区
  - 雷州珍稀海洋生物国家级自然保护区
  - 石门台国家级自然保护区
  - 南澎列岛国家级自然保护区
  - 罗坑鳄蜥国家级自然保护区
  - 云开山国家级自然保护区

- 广西壯族自治區
  - 花坪国家级自然保护区
  - 㟖岗国家级自然保护区
  - 山口红树林生态国家级自然保护区
  - 合浦营盘港－英罗港儒艮国家级自然保护区
  - 防城金花茶国家级自然保护区
  - 木论国家级自然保护区
  - 大瑶山国家级自然保护区
  - 北仑河口国家级自然保护区
  - 大明山国家级自然保护区
  - 猫儿山国家级自然保护区
  - 十万大山国家级自然保护区
  - 千家洞国家级自然保护区
  - 岑王老山国家级自然保护区
  - 九万山国家级自然保护区
  - 金钟山黑颈长尾雉国家级自然保护区
  - 雅长兰科植物国家级自然保护区
  - 崇左白头叶猴国家级自然保护区
  - 大桂山鳄蜥国家级自然保护区
  - 邦亮长臂猿国家级自然保护区
  - 恩城国家级自然保护区
  - 元宝山国家级自然保护区
  - 七冲国家级自然保护区
  - 银竹老山资源冷杉国家级自然保护区

- 海南省
  - 东寨港国家级自然保护区
  - 大田国家级自然保护区
  - 坝王岭国家级自然保护区
  - 大洲岛海洋生态国家级自然保护区
  - 三亚珊瑚礁国家级自然保护区
  - 尖峰岭国家级自然保护区
  - 铜鼓岭国家级自然保护区
  - 五指山国家级自然保护区
  - 吊罗山国家级自然保护区
  - 鹦哥岭国家级自然保护区

## 西南地区
- 重庆市
  - 金佛山国家级自然保护区
  - 缙云山国家级自然保护区
  - 大巴山国家级自然保护区
  - 长江上游珍稀、特有鱼类国家级自然保护区 *
  - 雪宝山国家级自然保护区
  - 阴条岭国家级自然保护区
  - 五里坡国家级自然保护区

- 四川省
  - 卧龙国家级自然保护区
  - 蜂桶寨国家级自然保护区
  - 九寨沟国家级自然保护区
  - 马边大风顶国家级自然保护区
  - 美姑大风顶国家级自然保护区
  - 唐家河国家级自然保护区
  - 小金四姑娘山国家级自然保护区
  - 攀枝花苏铁国家级自然保护区
  - 贡嘎山国家级自然保护区
  - 龙溪－虹口国家级自然保护区
  - 若尔盖湿地国家级自然保护区
  - 长江上游珍稀、特有鱼类国家级自然保护区 *
  - 亞丁国家级自然保护区
  - 王朗国家级自然保护区
  - 白水河国家级自然保护区
  - 察青松多白唇鹿国家级自然保护区
  - 长宁竹海国家级自然保护区
  - 画稿溪国家级自然保护区
  - 米仓山国家级自然保护区
  - 雪宝顶国家级自然保护区
  - 花萼山国家级自然保护区
  - 海子山国家级自然保护区
  - 长沙贡玛国家级自然保护区
  - 老君山国家级自然保护区
  - 诺水河珍稀水生动物国家级自然保护区
  - 黑竹沟国家级自然保护区
  - 格西沟国家级自然保护区
  - 小寨子沟国家级自然保护区
  - 栗子坪国家级自然保护区
  - 千佛山国家级自然保护区
  - 白河国家级自然保护区
  - 南莫且湿地国家级自然保护区

- 贵州省
  - 梵净山国家级自然保护区
  - 茂兰国家级自然保护区
  - 威宁草海国家级自然保护区
  - 赤水桫椤国家级自然保护区
  - 习水中亚热带常绿阔叶林国家级自然保护区
  - 雷公山国家级自然保护区
  - 麻阳河国家级自然保护区
  - 长江上游珍稀、特有鱼类国家级自然保护区 *
  - 宽阔水国家级自然保护区
  - 佛顶山国家级自然保护区
  - 大沙河国家级自然保护区

- 云南省
  - 南滚河国家级自然保护区
  - 西双版纳国家级自然保护区
  - 高黎贡山国家级自然保护区
  - 白马雪山国家级自然保护区
  - 哀牢山国家级自然保护区
  - 苍山洱海国家级自然保护区
  - 西双版纳纳版河流域国家级自然保护区
  - 无量山国家级自然保护区
  - 金平分水岭国家级自然保护区
  - 大围山国家级自然保护区
  - 大山包黑颈鹤国家级自然保护区
  - 黄连山国家级自然保护区
  - 文山国家级自然保护区
  - 长江上游珍稀、特有鱼类国家级自然保护区 *
  - 药山国家级自然保护区
  - 会泽黑颈鹤国家级自然保护区
  - 永德大雪山国家级自然保护区
  - 轿子山国家级自然保护区
  - 云龙天池国家级自然保护区
  - 元江国家级自然保护区
  - 乌蒙山国家级自然保护区

- 西藏自治區
  - 雅鲁藏布大峡谷国家级自然保护区
  - 珠穆朗玛峰国家级自然保护区
  - 羌塘国家级自然保护区
  - 察隅慈巴沟国家级自然保护区
  - 芒康滇金丝猴国家级自然保护区
  - 色林错国家级自然保护区
  - 雅鲁藏布江中游河谷黑颈鹤国家级自然保护区
  - 拉鲁湿地国家级自然保护区
  - 类乌齐马鹿国家级自然保护区
  - 麦地卡湿地国家级自然保护区
  - 玛旁雍错湿地国家级自然保护区

## 西北地区
- 陕西省
  - 佛坪国家级自然保护区
  - 太白山国家级自然保护区
  - 周至国家级自然保护区
  - 牛背梁国家级自然保护区
  - 长青国家级自然保护区
  - 汉中朱鹮国家级自然保护区
  - 子午岭国家级自然保护区
  - 化龙山国家级自然保护区
  - 天华山国家级自然保护区
  - 青木川国家级自然保护区
  - 桑园国家级自然保护区
  - 陇县秦岭细鳞鲑国家级自然保护区
  - 延安黄龙山褐马鸡国家级自然保护区
  - 米仓山国家级自然保护区
  - 韩城黄龙山褐马鸡国家级自然保护区
  - 太白湑水河珍稀水生生物国家级自然保护区
  - 紫柏山国家级自然保护区
  - 略阳珍稀水生动物国家级自然保护区
  - 黄柏塬国家级自然保护区
  - 平河梁国家级自然保护区
  - 老县城国家级自然保护区
  - 观音山国家级自然保护区
  - 丹凤武关河珍稀水生动物国家级自然保护区
  - 黑河珍稀水生野生动物国家级自然保护区
  - 摩天岭国家级自然保护区
  - 红碱淖国家级自然保护区

- 甘肃省
  - 白水江国家级自然保护区
  - 兴隆山国家级自然保护区
  - 祁连山国家级自然保护区
  - 安西极旱荒漠国家级自然保护区
  - 尕海－则岔国家级自然保护区
  - 民勤连古城国家级自然保护区
  - 莲花山国家级自然保护区
  - 敦煌西湖国家级自然保护区
  - 太统－崆峒山国家级自然保护区
  - 连城国家级自然保护区
  - 小陇山国家级自然保护区
  - 盐池湾国家级自然保护区
  - 安南坝野骆驼国家级自然保护区
  - 洮河国家级自然保护区
  - 敦煌阳关国家级自然保护区
  - 张掖黑河湿地国家级自然保护区
  - 太子山国家级自然保护区
  - 漳县珍稀水生动物国家级自然保护区
  - 黄河首曲国家级自然保护区
  - 秦州珍稀水生野生动物国家级自然保护区
  - 多儿国家级自然保护区

- 青海省
  - 隆宝国家级自然保护区
  - 青海湖国家级自然保护区
  - 可可西里国家级自然保护区
  - 循化孟达国家级自然保护区
  - 三江源国家级自然保护区
  - 柴达木梭梭林国家级自然保护区
  - 大通北川河源区国家级自然保护区

- 宁夏回族自治區
  - 贺兰山国家级自然保护区
  - 六盘山国家级自然保护区
  - 沙坡头国家级自然保护区
  - 灵武白芨滩国家级自然保护区
  - 罗山国家级自然保护区
  - 哈巴湖国家级自然保护区
  - 云雾山国家级自然保护区
  - 火石寨丹霞地貌国家级自然保护区
  - 南华山国家级自然保护区

- 新疆維吾爾自治區
  - 新疆阿尔金山国家级自然保护区
  - 新疆哈纳斯国家级自然保护区
  - 新疆巴音布鲁克国家级自然保护区
  - 新疆西天山国家级自然保护区
  - 新疆甘家湖梭梭林国家级自然保护区
  - 新疆托木尔峰国家级自然保护区
  - 罗布泊野骆驼国家级自然保护区
  - 新疆塔里木胡杨国家级自然保护区
  - 新疆艾比湖湿地国家级自然保护区
  - 新疆布尔根河狸国家级自然保护区
  - 新疆巴尔鲁克山国家级自然保护区
  - 新疆霍城四爪陆龟国家级自然保护区
  - 新疆伊犁小叶白蜡国家级自然保护区
  - 新疆阿勒泰科克苏湿地国家级自然保护区
  - 新疆温泉新疆北鲵国家级自然保护区

注：标“*”者，为跨省（区、市）国家级自然保护区。